# 금속가공

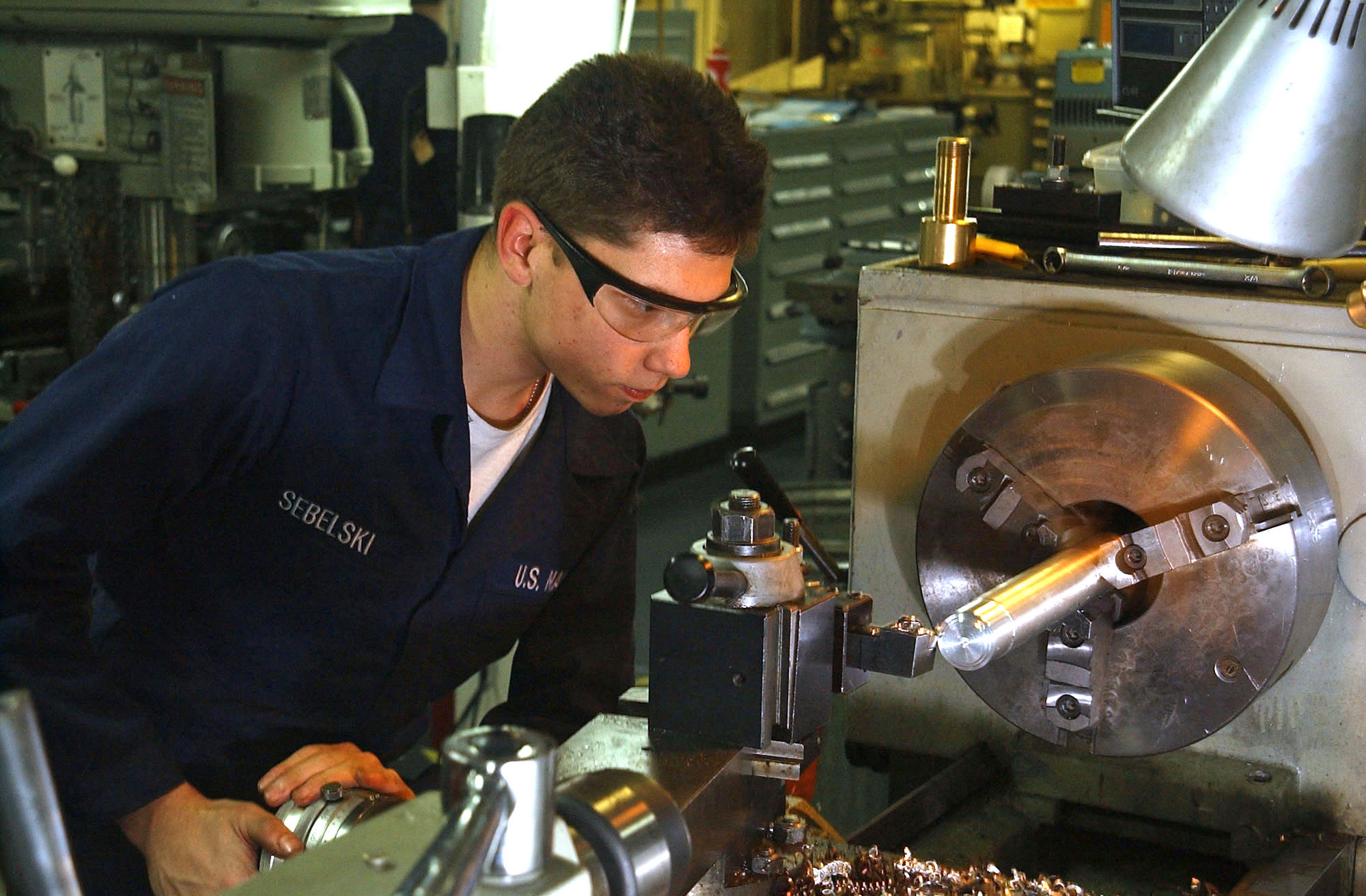
선반에서 금속 막대기 돌리기

금속가공(金屬加工)은 유용한 물체, 부품, 조립품 및 대규모 구조물을 만들기 위해 금속을 성형하고 재형성하는 과정이다. 이 용어는 거대한 선박, 건물, 교량에서부터 정밀한 엔진 부품과 섬세한 장신구에 이르기까지 모든 규모의 물체를 제작하기 위한 광범위하고 다양한 프로세스, 기술 및 도구를 포함한다.
금속가공의 역사적 뿌리는 기록된 역사보다 앞서 있으며, 그 사용은 문화, 문명, 그리고 천년에 걸쳐 있다. 간단한 수공구로 금과 같은 부드러운 천연 금속을 성형하는 것에서 철과 같은 단단한 금속의 용융과 열간 단조, 기계 가공과 용접과 같은 고도로 기술적인 현대 공정으로 발전했다. 그것은 산업, 무역의 원동력, 개인의 취미, 예술의 창조로 사용되어 왔고, 과학이자 공예로 여겨질 수 있다.
현대 금속가공 공정은 다양하고 전문적이지만 성형, 절단 또는 결합 공정으로 알려진 세 가지 광범위한 영역 중 하나로 분류할 수 있다. 일반적으로 기계공장으로 알려진 현대의 금속가공 작업장은 매우 정밀하고 유용한 제품을 만들 수 있는 다양한 전문 또는 범용 공작기계를 보유하고 있다. 대장간과 같은 많은 간단한 금속 가공 기술은 더 이상 선진국에서 경제적으로 경쟁력이 없다. 그들 중 일부는 여전히 저개발국, 장인 또는 취미 작업, 또는 역사적 재현을 위해 사용되고 있다.

## 선사 시대
구리 채굴과 작업에 대한 가장 오래된 고고학적 증거는 기원전 8,700년 이라크 북부에서 발견된 구리 펜던트이다. 아메리카에서의 금속가공의 가장 오래된 증명된 증거는 미시간호 근처의 위스콘신주에서 구리 가공이었다. 구리는 부서지기 쉬워질 때까지 망치로 두들겨 쳤고, 그 후 가열되어 더 가공할 수 있었다. 미국에서 이 기술은 기원전 4000년~5000년으로 거슬러 올라간다. 세계에서 가장 오래된 금 공예품은 불가리아 바르나 네크로폴리스에서 왔고 기원전 4450년부터 시작되었다.
모든 금속이 그것을 얻거나 가공하기 위해 불을 필요로 하는 것은 아니다. 아이작 아시모프는 금이 "첫 번째 금속"이라고 추측했다. 그의 논리는, 그 화학 작용에 의해 자연에서 순금 덩어리로 발견된다는 것이다. 다시 말해, 금은 희귀하지만 자연에서 토종 금속으로 발견되는 경우가 있다. 몇몇 금속들은 운석에서도 발견될 수 있다. 거의 모든 다른 금속들은 광물이 함유된 암석인 광석에서 발견되는데, 이 광석은 금속을 해방시키기 위해 열이나 다른 과정을 필요로 한다. 금의 또 다른 특징은 발견 즉시 사용할 수 있다는 것인데, 이는 금속을 가공하는 데 돌망치와 모루 이상의 기술이 필요하지 않다는 것을 의미한다. 이것은 금의 유연성과 연성의 성질에 의한 결과이다. 최초의 도구는 돌, 뼈, 나무, 그리고 힘줄이었는데, 이것들은 모두 금을 만드는데 충분했다.
어떤 미지의 시기에, 열에 의해 암석으로부터 금속을 방출하는 과정이 알려졌고, 구리, 주석, 납이 풍부한 암석들이 요구되었다. 이 광석들은 눈에 띄는 곳이면 어디서든 채굴되었다. 이러한 고대 광산의 잔해가 서남아시아 전역에서 발견되었다. 금속가공은 기원전 7000년에서 3300년 사이에 메르가르의 남아시아 주민들에 의해 수행되었다. 금속가공의 시작은 구리 제련이 서남아시아에서 보편화된 기원전 6000년 경에 일어났다.

## 역사
이집트의 파라오, 인도의 베다 왕, 이스라엘의 부족, 북아메리카의 마야 문명과 같은 역사적 시기에 이르러 귀금속은 다른 고대 인구들 중에서 그들에게 부가된 가치를 지니기 시작했다. 어떤 경우에는 소유권, 분배, 무역에 대한 규칙이 각 민족에 의해 만들어지고, 시행되고, 합의되었다. 위의 시기에 금속공예가들은 장식물, 종교 유물, 귀금속(비철)의 무역 도구, 그리고 보통 철금속 및 합금으로 된 무기를 만드는 데 매우 능숙했다. 이 기술들은 잘 수행되었다. 그 기술은 장인, 대장장이, 운동가, 연금술사, 그리고 전 세계의 금속공예가들에 의해 실행되었다. 예를 들어, 이 과정을 공유하기 위해 먼 지역을 여행했다는 역사적 기록이 나타나기 전에 수많은 고대 문화에 의해 조립 기술이 사용되었다. 오늘날 금속 세공인들은 여전히 이것과 많은 다른 고대 기술들을 사용한다.
시간이 흐르면서, 금속 물체는 점점 더 보편화되었고, 훨씬 더 복잡해졌다. 금속을 추가로 획득하고 가공할 필요성이 커졌다. 땅에서 금속 광석을 채취하는 기술이 발전하기 시작했고, 금속 세공인들은 더 많은 지식을 갖게 되었다. 금속 세공은 사회의 중요한 구성원이 되었다. 전체 문명의 운명과 경제는 금속과 금속 세공의 가용성에 의해 크게 영향을 받았다. 금속공은 귀금속 추출에 의존하여 보석류를 만들고, 보다 효율적인 전자제품을 제작하며, 건설에서 운송 컨테이너, 철도 및 항공 운송에 이르기까지 산업 및 기술적 응용 분야에 종사한다. 금속이 없다면 상품과 서비스는 오늘날 우리가 알고 있는 규모로 전 세계를 돌아다니지 못할 것이다.

## 같이 보기
- 중금속
- 납 중독
- 미세먼지